# Tipula rainiericola
Tipula rainiericola är en tvåvingeart som beskrevs av Alexander 1946. Tipula rainiericola ingår i släktet Tipula och familjen storharkrankar. Inga underarter finns listade i Catalogue of Life.